# Terminal Pesqueiro Público de Natal
O Terminal Pesqueiro Público de Natal permitirá ao estado do Rio Grande do Norte a polarização de indústrias de beneficiamento do pescado potiguar e o consequente crescimento das exportações e dotará o estado de toda a infra-estrutura portuária necessária para receber návios de grande porte e cruzeiros, além de uma escola de pesca. Será construído em Natal vizinho ao Porto de Natal na barra do Rio Potengi. 
A concorrência pública para a construção da primeira etapa do Terminal Pesqueiro, obra que deverá consumir recursos ao redor de R$ 20 milhões, oriundos de parceria entre o governo do Estado e o governo federal foi vencida pela empresa paulista Constremac Construções Ltda. com grande portfólio de obras marítimas.
O projeto do terminal pesqueiro é uma questão que há anos é debatida pela administração estadual, e a dificuldade de sair do papel devia-se à falta de recursos. No dia 30 de junho de 2009, a governadora assinou a ordem de serviço da obra que deve custar mais de 29 milhões de reais.